# Burg Valley
Die Reste der abgegangenen Burg Valley befinden sich am Schloßberg im Ort Valley im oberbayerischen Landkreis Miesbach. Die Anlage wird als Bodendenkmal unter der Aktennummer D-1-8136-0011 im Bayernatlas als „Siedlung vorgeschichtlicher Zeitstellung, u. a. der Bronzezeit, der Urnenfelderzeit und der Hallstattzeit, befestigte Siedlung und Körpergräber der späten römischen Kaiserzeit, Burgstall des Mittelalters und der frühen Neuzeit ("Burg Valley") sowie untertägige frühneuzeitliche Befunde im Bereich von Schloss Valley und seiner Vorgängerbauten“ geführt. 

## Geschichte
Als Burgengründer gilt Otto I. von Dachau-Valley († um 1130) aus der Dachauer Nebenlinie der Grafen von Scheyern (die Scheyerner Hauptlinie nannte sich ab 1124 Wittelsbacher). Er hat seinen von seiner Frau ererbten Sitz in Grub nach Valley verlegt. Mit dem Burgenbau konnte das verkehrsgeographisch wichtige Tal der Mangfall überwacht werden. Die Burg blieb über fünf Generationen im Besitz der Grafen von Valley.
Als erster Kastellan auf der Burg tritt ein Oze (Ozi, Oßi) von Valley zwischen 1127 und 1147 auf; 1170 und 1175 wird ein Walchoun prepositus de Ualaie hier genannt, 1191 ist ein Liutold der Burghauptmann auf Valley. Zudem werden ein Heinrich der chastenare und ein Reinmarus venator (lat. Jäger) de Valaia, der um 1189/90 die Jagd betreute, als Amtsleute genannt.
Die Söhne Ottos I. von Valley, Konrad I.  (vor 1100 – 1162) und Gebhard (nach 1100 – 1142), waren Anhänger des Welfenherzogs Heinrich der Stolze. Diesem hatte der Stauferkönig Konrad III. das Herzogtum Baiern weggenommen und 1139 an den Babenberger Leopold IV. übergeben. Als dieser das Herzogtum Bayern in seine Gewalt zu bringen suchte und dabei auch die Burg Valley belagerte, wurde er zusammen mit Heinrich II. von Wolfratshausen am 13. August 1140 von des Herzogs jüngeren Bruder, Welf VI., bei der Belagerung der Valley angegriffen und in die Flucht geschlagen.
Nach dem Tod des letzten Grafen von Valley, Otto III., der 1268 verstorben ist, gelangte der Besitz an die mit den Valleyern verwandten Wittelsbacher, aber bereits 1231 wird Herzog Ludwig der Kelheimer Teilhaber an der Ottos Burg genannt. Die Wittelsbacher übertrugen die Burg verschiedenen Verwaltern, zuerst den Ahaimern, welche die Burg in Ahamstein umbenannten. 1408 (bis 1564) wurde es ihnen wieder als Lehen übergeben unter der Bedingung, dass es wieder Valley benannt wurde, was dann auch geschah. Wilhelm von Maxlrain erwarb die Burg 1630. Seine Nachfolger errichteten 1740 in direkter Nähe der Burg das Neue Schloss.
Heute erinnert nur mehr der Name Schloßberg an den ehemaligen Stammsitz der Grafen von Valley; dieser ist aufgrund von Baufälligkeit um 1740 abgetragen worden. Das Kernwerk der ehemaligen Burg entspricht einem langgestreckten Dreieck mit seiner im Süden gelegenen Basis; die Ausdehnung in nord-südlicher Richtung beträgt 90 m, die breiteste Stelle misst 30 m. Neben Grundmauerresten ist noch ein Mauerbogen zu erkennen.